# Truchas (Nowy Meksyk)
Truchas – jednostka osadnicza w Stanach Zjednoczonych, w stanie Nowy Meksyk, w hrabstwie Rio Arriba.